# Los Saicos
Los Saicos a fost o formație rock peruviană, formată în suburbia Limei, Peru, în 1964. Ea este considerată prima formație punk rock. În pofida unui succes comercial mic, formația a influențat semnificativ  mișcarea punk rock din Statele Unite și Marea Britanie.

## Membrii formației
- Pancho Guevara – baterie, vocal (1964–66; decedat 2015)
- Rolando Carpio (El Chino) – chitară (1964–66
- César Castrillón (Papi)– chitară bas, lead vocal
- Erwin Flores – chitară bas, vocal (1964–66)

## Discografie
Albume
- Wild Teen-Punk From Peru 1965 (1999)
- Los Saicos (2011)
- SAICOS (2010)
- ¡Demolición! The Complete Recordings (2010)